# マヌエル・ブレンヒオ
マヌエル・ブレンヒオ（Manuel Blengio、1994年4月28日 - ）は、ウルグアイのラグビーユニオン選手。

## プロフィール
- ウルグアイ・モンテビデオ出身[1]。
- ポジションはスタンドオフ(SO)。
- 身長 183cm、体重 84kg
- ウルグアイ代表キャップは17（2025年4月現在）でラグビーワールドカップ2015のウルグアイ代表に選ばれた[2]。

## 略歴
2013年、オールド・クリスティアンスに加入。